# سرود ملی بنین
سرود ملی بنین (به فرانسوی: L'Aube Nouvelle) به معنی «طلوع یک روز جدید» سرود ملی کشور بنین است که توسط پدر ژیلبر ژان داگنون نوشته و آهنگسازی شده‌است. این سرود پس از استقلال جمهوری داهومی از فرانسه در سال ۱۹۶۰ به تصویب رسید.
پس از آنکه در سال ۱۹۷۵ داهومی به جمهوری خلق بنین تبدیل شد، سرود حفظ شد، اما کلمات داهومی به بنین تغییر یافتند.